# Maria Antônia de Koháry
Maria Antónia Gabriela de Koháry de Čabraď e Szitnya (em alemão: Maria Antonie Gabriele de Koháry de Csábrág et Szitnya; Buda, 2 de julho de 1797 — Viena, 25 de setembro de 1862) foi uma nobre húngara, princesa da Casa de Koháry e a ancestral de muitos monarcas europeus. 

## Biografia
Nascida como condessa Maria Antônia Koháry de Csábrág e Szitnya, em 2 de julho de 1797 em Buda, antiga capital da Hungria, a segunda filha de Franz Josef, Príncipe de Koháry e sua esposa, a condessa Maria Antônia Josefa von Waldstein-Wartenburg. O irmão mais velho de Maria Antônia, Ferenc, morreu em 19 de abril de 1795 aos dois anos de idade, fazendo dela a única herdeira da Casa de Koháry.

### Casamento e família

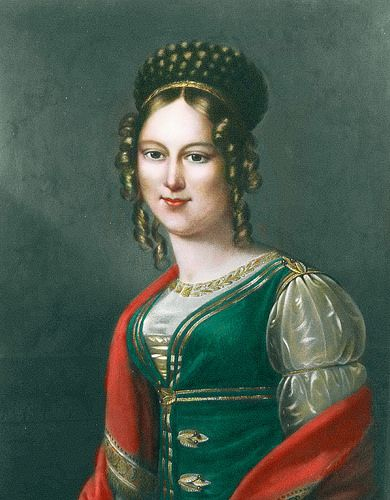

Maria Antônia casou-se com o príncipe Fernando de Saxe-Coburgo-Gota em 30 de novembro de 1815 em Viena, Áustria, toda a sua herança, que incluía terras na atual Eslováquia, passou para seu marido. O príncipe era um irmão mais velho de Leopoldo, futuro rei dos belgas, então consorte da princesa Carlota de Gales, que era herdeira da coroa britânica e também irmão mais velho da duquesa de Kent, mãe da futura rainha Vitória. A fim de torná-la uma noiva elegível para um príncipe, o imperador Francisco I elevou o pai de Maria Antônia a Príncipe de Koháry de Csábrág e Szitny da nobreza austríaca duas semanas antes do casamento, tornando a condessa uma princesa.   
O casamento entre o príncipe Fernando e Maria Antônia foi celebrado de maneira grandiosa. Nunca antes Viena tinha visto tal casamento. As festividades, onde uma orquestra de 790 ciganos tocavam canções folclóricas húngaras, duraram nove dias. Ela foi proclamada "herdeira de nome" (fíúsított) e seu marido, o príncipe Fernando de Saxe-Coburgo-Gota, tomou o nome de Saxe-Coburgo-Gota-Koháry. O casal teve quatro filhos:  
- Fernando (1816-1885), que se tornou rei consorte de Portugal como Fernando II em 1869;
- Augusto (1818-1881), pai de Fernando I (1861-1948), eleito príncipe da Bulgária em 1887 e elevado a czar da Búlgaria em 1908;
- Vitória (1822-1857), cujo filho Gastão era marido de Isabel, Princesa Imperial, filha do imperador Pedro II do Brasil;
- Leopoldo (1824-1884), que se casou morganatico.

### Uma princesa muito rica
Com a morte do príncipe Francisco José em 1826, Maria herdou toda a sua fortuna de 20 milhões de francos, tornando-a uma das mulheres mais ricas da Europa. Quando o seu filho, Augusto, se casou com a Princesa Clementina de Orléaes, uma lista de bens ligados ao contrato de casamento revelou que as suas possessões incluíam o enorme Palais Coburg em Viena, mais vários solares, uma casa de verão e terras em Ebenthal, Baixa Áustria propriedades na Áustria em Velm, Durnkrut, Walterskirchen, Bohmischdrut e Althoflein, bem como uma dúzia de solares na Hungria, o campo de Kiralytia, e uma mansão em Pest. As extensas propriedades da família também incluíam florestas, minas e fábricas.
Em 1868, quando o neto de Maria Antónia, o príncipe Fernando, Duque de Alençon, se casou, estimou-se que ele e os seus três irmãos (Gastão, Margarida e Branca) herdaram um total de um milhão de francos apenas da sua avó. De fato, os Saxe-Coburgo-Kohárys permaneceram entre os maiores proprietários de terras na Hungria até à Primeira Guerra Mundial. Foram criados dois fundos familiares para gerir as explorações familiares em benefício dos membros da família. Esse sistema era comum entre as famílias aristocráticas para financiar a casa representativa do chefe da família, bem como para manter palácios e castelos, e apoiar os membros da família que não tinham sua própria fortuna.  

### Morte
A princesa Maria Antonia Koháry morreu em 25 de setembro de 1862 em Viena, Áustria. Ela tinha 65 anos. Foi enterrada no mausoléu ducal de Friedhof am Glockenberg, em Coburgo.

## Antepassados

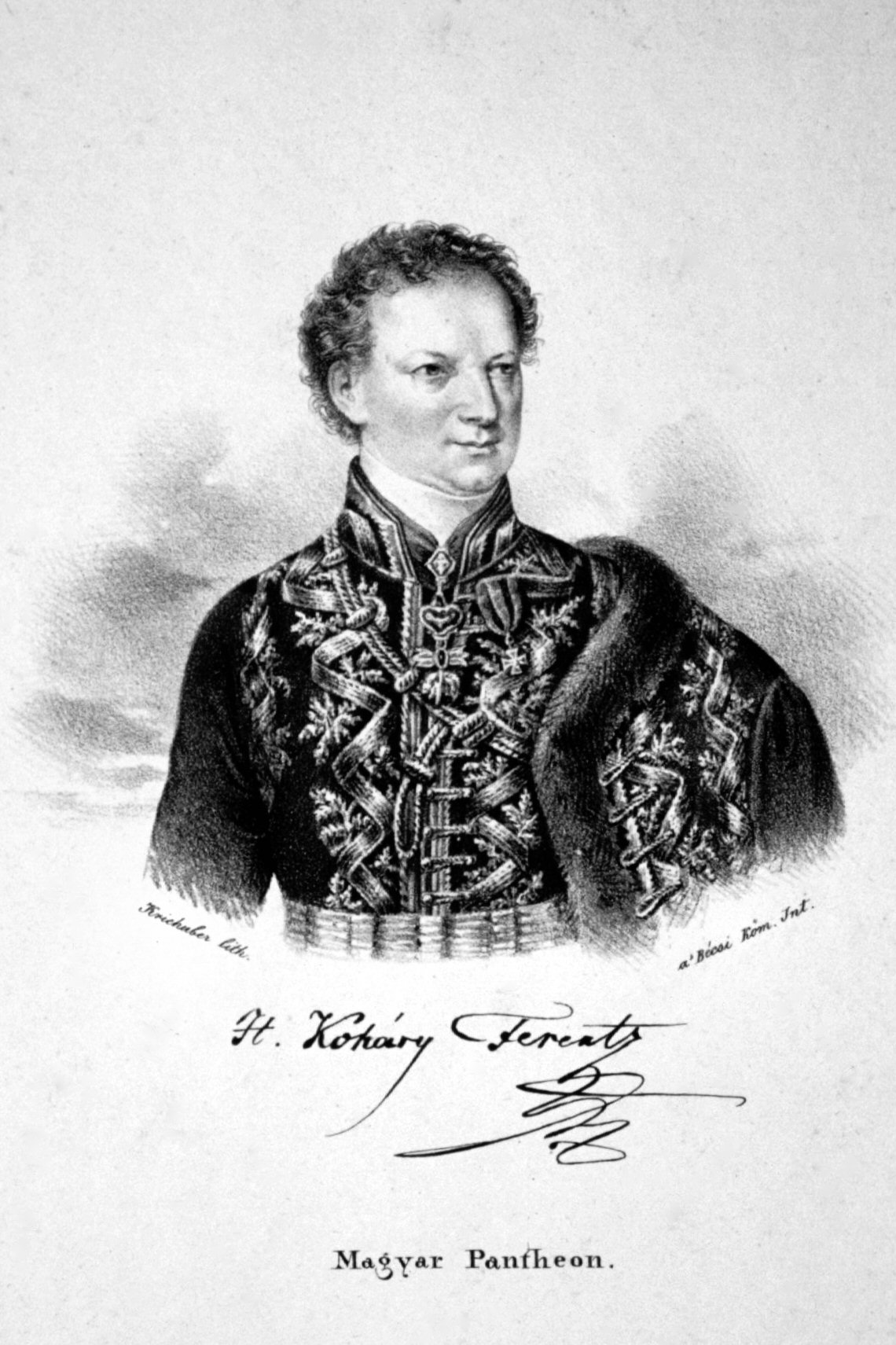
Franz Fürst Koháry (1766-1826)

Maria Antônia foi ancestral de varias casas reais. Alguns de seus descendentes incluem: Pedro V de Portugal, Luís I de Portugal, Carlos I de Portugal, Manuel II de Portugal, Frederico Augusto III da Saxónia, Carlos I da Áustria, Oto de Habsburgo, Carlos II da Roménia, Miguel I da Roménia, Fernando I da Bulgária, Bóris III da Bulgária, Simeão II da Bulgária e Henrique de Orleães, Conde de Paris.

## Títulos e honras

### Títulos e estilos
- 2 de julho de 1797 - 16 de novembro de 1815: a Condessa Maria Antónia de Koháry
- 16 de novembro de 1815 – 30 de novembro de 1815: Sua Alteza Sereníssima, a Princesa Maria Antónia de Koháry
- 30 de novembro de 1815 – 27 de agosto de 1851: Sua Alteza Sereníssima, a Princesa Maria Antónia de Saxe-Coburgo-Saalfeld/Gota, Duquesa da Saxônia, Princesa de Koháry
- 27 de agosto de 1851 – 25 de setembro de 1862: Sua Alteza, a Princesa Maria Antónia de Saxe-Coburgo-Gota, Duquesa da Saxônia, Princesa de Koháry

#### Honras
- Reino de Portugal: Dama da Ordem da Rainha Santa Isabel,  9 de dezembro de 1835[2]